# Rashid II bin Ahmad Al Mu'alla
Rashid II bin Ahmad Al Mu'alla (in arabo راشد بن أحمد بن عبد الله المعلا‎?; 1876 – agosto 1922), è stato emiro di Umm al-Qaywayn dal 1904 al 1922. Guadagnò influenza sulle tribù dell'interno a scapito del preminente sovrano degli Stati della Tregua dell'epoca, lo sceicco Zayed I bin Khalifa Al Nahyan.

## Ascesa al trono
Ascese al trono 13 giugno 1904, alla morte di suo padre, lo sceicco Ahmad I bin Abd Allah Al Mu'alla. Nel settembre di quell'anno scrisse al residente britannico proclamando la sua ascesa al trono e accettando gli obblighi dei trattati stipulati dai suoi antenati. Poco dopo, sposò una figlia del sovrano di Ajman, uno zio per parte materna.

## Guerra tra le tribù
Rashid bin Ahmad era un astuto politico e intraprese una campagna per rafforzare la sua influenza tra le tribù beduine, in particolare la potente Bani Qitab. Ciò portò, nel 1905, al suo coinvolgimento in una disputa che era scoppiata per la zona di Hatta tra la tribù di Na'im e la Bani Qitab.
La città di Masfout nel Wadi Hatta era tradizionalmente la dimora dei Na'im, originari di al-Buraymi. Si trovarono in pericolo quando gli uomini della Bani Qitab costruirono un forte a Wadi Hatta e iniziarono a disturbare le carovane che passavano attraverso il passo da e verso la costa omanita della regione di al-Batina. Appellandosi allo sceicco Zayed I bin Khalifa Al Nahyan, il più influente dei sovrani degli Stati della Tregua quando si trattava di affari tribali, e dopo un incontro tra gli sceicchi tenutosi nell'aprile di quell'anno a Dubai, i Na'im guadagnarono il sostegno di Zayed. Tuttavia, Rashid sostenne la Bani Qitab e sebbene i Na'im conservassero Masfout, egli ottenne un ruolo negli affari dei beduini a spese di Zayed.
Questa ascesa continuò l'anno seguente, quando la Bani Qitab entrò in conflitto con la Balush di Dhahirah, una tribù fedele sia ai Banu Yas di Abu Dhabi che agli Al Bu Falasah di Dubai.
La Bani Qitab attaccò la Balush a Mazim e vi furono diversi caduti. La Balush si appellò quindi allo sceicco Zayed che si prese in carico della loro causa, trovandosi tuttavia sul fronte opposto Rashid, che sosteneva la Bani Qitab. Una guerra generale fu evitata grazie a un incontro tra gli sceicchi degli Stati della Tregua e quelli dell'interno, tenutosi nell'aprile del 1906 a Khawaneej, fuori Dubai. L'incontro portò ad un accordo in base al quale la responsabilità delle tribù fu assegnata ai regnanti. Rashid si assunse la responsabilità sulla Bani Qitab. La Balush accettò le lusinghe del sultanato di Mascate e Oman quando le compagnie petrolifere iniziarono a fare ricerche nel loro dar o distretto e quindi Dhahirah oggi è parte dell'Oman.

## Interventi britannici
La disputa con Abu Dhabi crebbe e, nel febbraio del 1907, il residente politico a Bushehr, Percy Zachariah Cox, fu coinvolto nel conflitto quando i due minacciarono di scontrarsi con la dipendenza interna di Umm al-Qaywayn, Falaj Al Ali (oggi Falaj Al Mualla). La HMS Lawrence venne fatta attraccare a Sharja per rafforzare la mediazione di Cox. Rashid fu consegnato al residente dopo una settimana di trattative, molto peggio per l'usura dopo il suo periodo di prigionia.
Come in molti casi nella storia degli Stati della Tregua, un incidente relativamente piccolo si ampliò a un preparativo di guerra quando un marinaio somalo rimase ucciso a Ras al-Khaima nel 1919. I colpevoli fuggirono a Umm al-Qaywayn e Rashid diede loro rifugio. Lo sceicco di Ras al-Khaima Sultan bin Salim al-Qasimi inviò delle truppe per pattugliare il confine con l'emirato di Umm al-Qaywayn, nel caso in cui gli assassini avessero cercato di trasferirsi, e Rashid li inviò via mare per vandalizzare l'insediamento di Jazirat Al Hamra. Lì diedero alle fiamme un certo numero di capanne. Altri sovrani si schierarono dietro le due parti e il residente dovette intervenire per scongiurare la guerra. Sotto la pressione degli amici del marinaio assassinato e degli inglesi, Sultan bin Salim alla fine pagò la diya (un risarcimento) alla famiglia del marinaio.

## Morte
Lo sceicco Rashid morì di polmonite nell'agosto del 1922, determinando un periodo di successione controversa durato sette anni.